# Cârjiți
Cârjiți, alte Schreibweise Cîrjiți [ˈkɨrʒitzʲ] (veraltet Chirșiți; deutsch Kerschdorf, ungarisch Kersec) ist eine Gemeinde im Kreis Hunedoara, in der Region Siebenbürgen in Rumänien.

## Geographische Lage

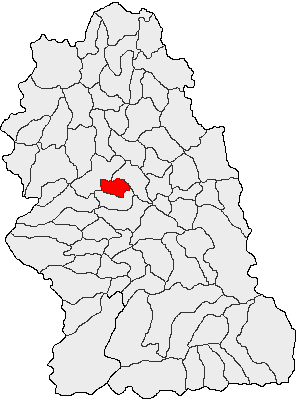
Lage der Gemeinde Cârjiți im Kreis Hunedoara

Im Südwesten Siebenbürgens gelegen, befindet sich die Gemeinde im Zentrum des Kreises Hunedoara. Auf einer Fläche von etwa 4500 Hektar liegt die Gemeinde in den Nordostausläufern des Poiana-Ruscă-Gebirges. Am Oberlauf des Cristurs – ein linker Nebenfluss des Cerna – und an der Kreisstraße (drum județean) DJ 708E befindet sich der Ort Cârjiți neun Kilometer südwestlich von der Kreishauptstadt Deva (Diemrich) entfernt.

## Geschichte
Der Ort Cârjiți wurde 1453 erstmals urkundlich erwähnt. Archäologische Funde auf dem Areal des Ortes deuten nach Angaben von Márton Roska in die Jungsteinzeit und befinden sich im Museum in Deva. Nach Berichten von C. Gooss (1877), Grigore Tocilescu, Gábor Téglás (1887) u. a., wurden im Norden des Ortes – von den Einheimischen Grohote genannt – Funde, welche auf eine Besiedlung in der Frühbronzezeit, sowie zahlreiche Funde die auf einen Bergbau in der Römerzeit deuten, gemacht.
Auf dem Gebiet des eingemeindeten Dorfes Almașu Sec (ungarisch Szárazalmás) wurden Funde, welche auf eine Besiedlung in der Bronzezeit deuten; bei Chergheș (ungarisch Kerges) wurden nach Angaben von Márton Roska und Ion Nestor zahlreiche Funde, welche in die Spätbronzezeit deuten, gemacht.
Auf dem Piatra Coziei-Berg, bei 686 m zwischen dem eingemeindeten Dorf Cozia (ungarisch Kozolya) und dem Dorf Herepeia der Gemeinde Vețel (Witzel), wurden Reste einer Dakerfestung gefunden.

## Bevölkerung
·1850 lebten auf dem Gebiet der heutigen Gemeinde 1395 Menschen. 1366 waren Rumänen und 29 waren Roma. Die größte Bevölkerungszahl (2149) – auch gleichzeitig die der Rumänen (2084) und der Deutschen (13) – wurde 1910 ermittelt und nahm seitdem stetig ab. Die höchste Anzahl der Magyaren (14) wurde 1880 und die der Roma (65) 1930 registriert. 2002 lebten in der Gemeinde 798 Menschen, davon waren 794 Rumänen, drei Ungarn und ein Deutscher. Die Volkszählung 2011 ergab in der Gemeinde eine Bevölkerungszahl von 681 Einwohnern. 654 davon waren Rumänen, zwei waren Magyaren die übrigen wurden ohne ethnische Angaben registriert.
Die Hauptbeschäftigung der Bevölkerung ist die Landwirtschaft und die Viehzucht.

## Sehenswürdigkeiten
- Im eingemeindeten Dorf Chergheș die Holzkirche Cuvioasa Paraschiva, nach unterschiedlichen Angaben im 17.[6] oder im 18. Jahrhundert[10] errichtet, steht unter Denkmalschutz.

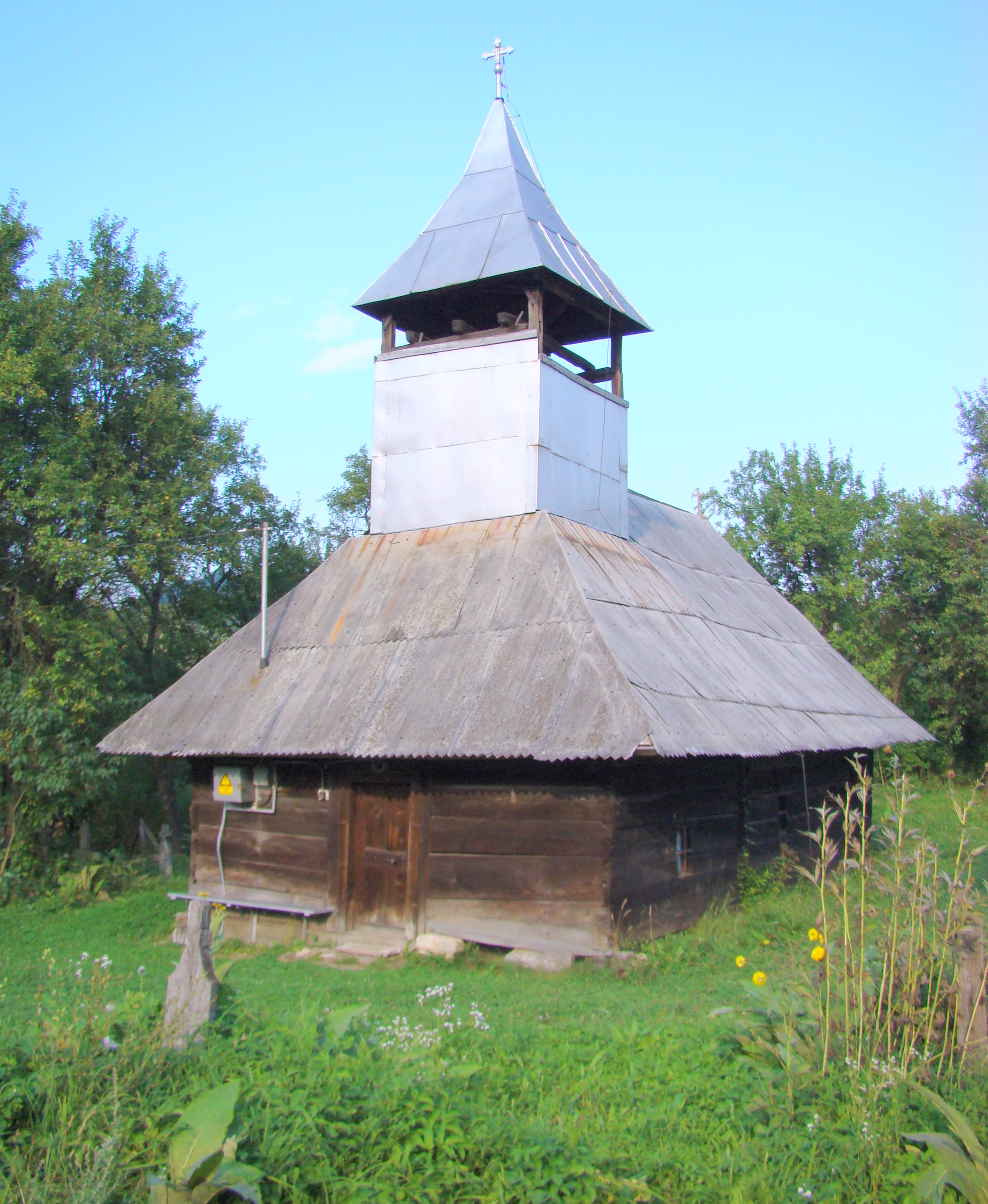
Die Holzkirche in Chergheș
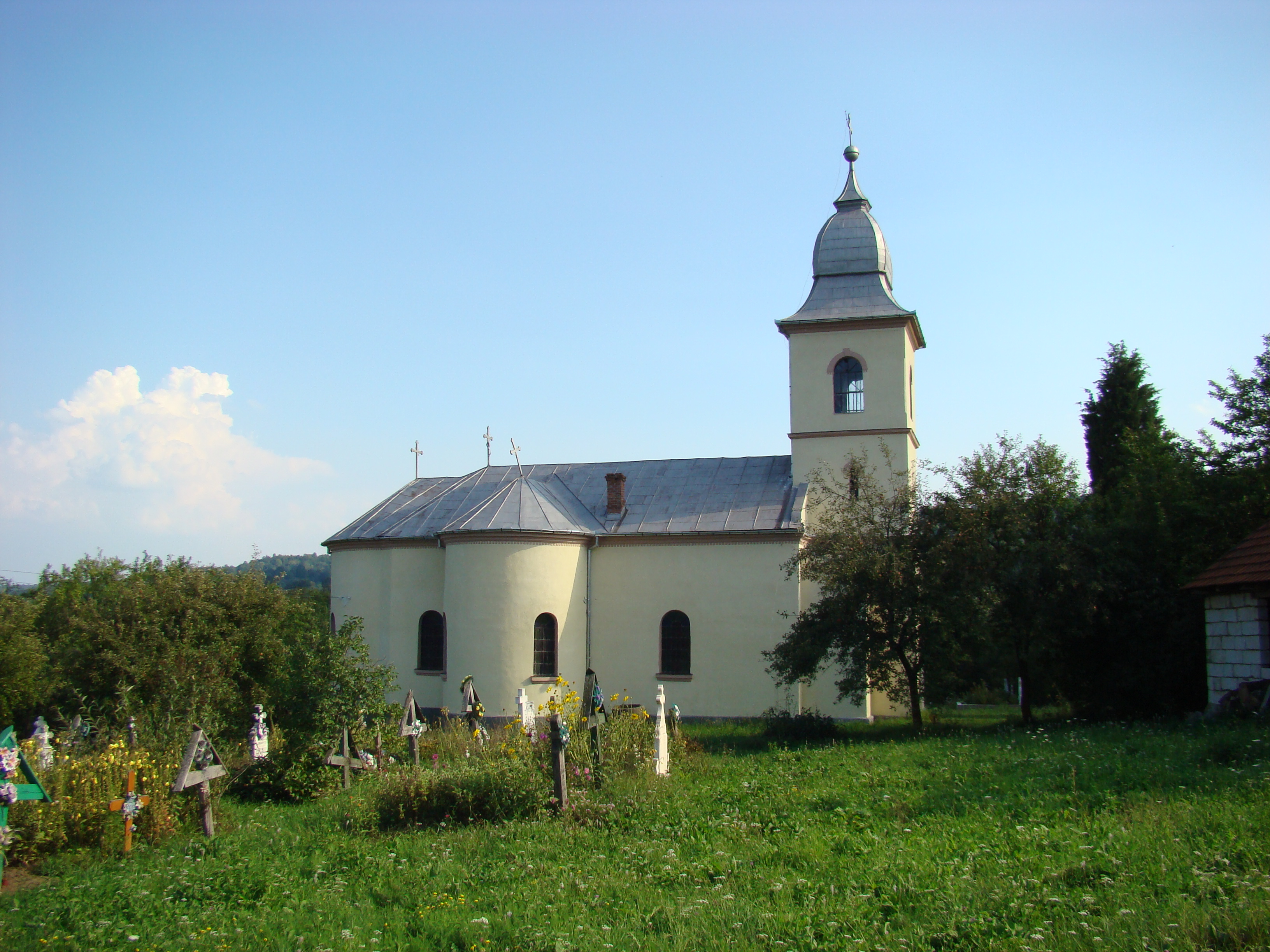
Kirche in Popești